# NGC 3242
إن جي سي 3242 (NGC 3242، المعروف بشبح المشتري)، هو سديم كوكبي يقع في كوكبة هيدرا.
اكتشفه ويليام هيرشيل اكتشف 7 فبراير 1785 و فهرسهه برمز إتش-27- الرابع. .

## معرض صور

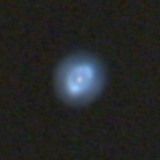
تصوير تلسكوب 10بوصة لشميدت-كاسيجرين
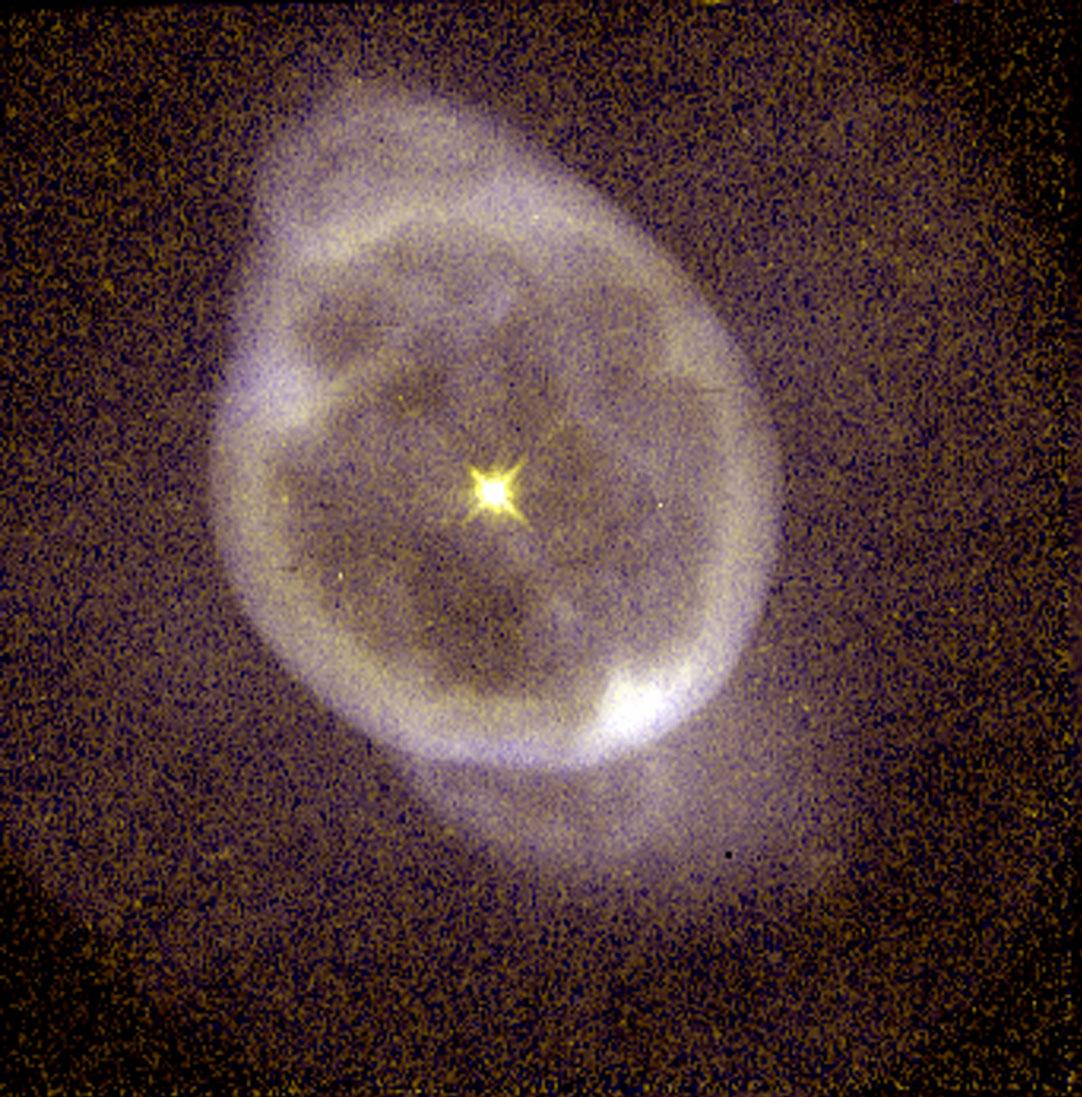
صورة من المنطقة الأساسية مختلفة تصوير منظار هابل الفضائي
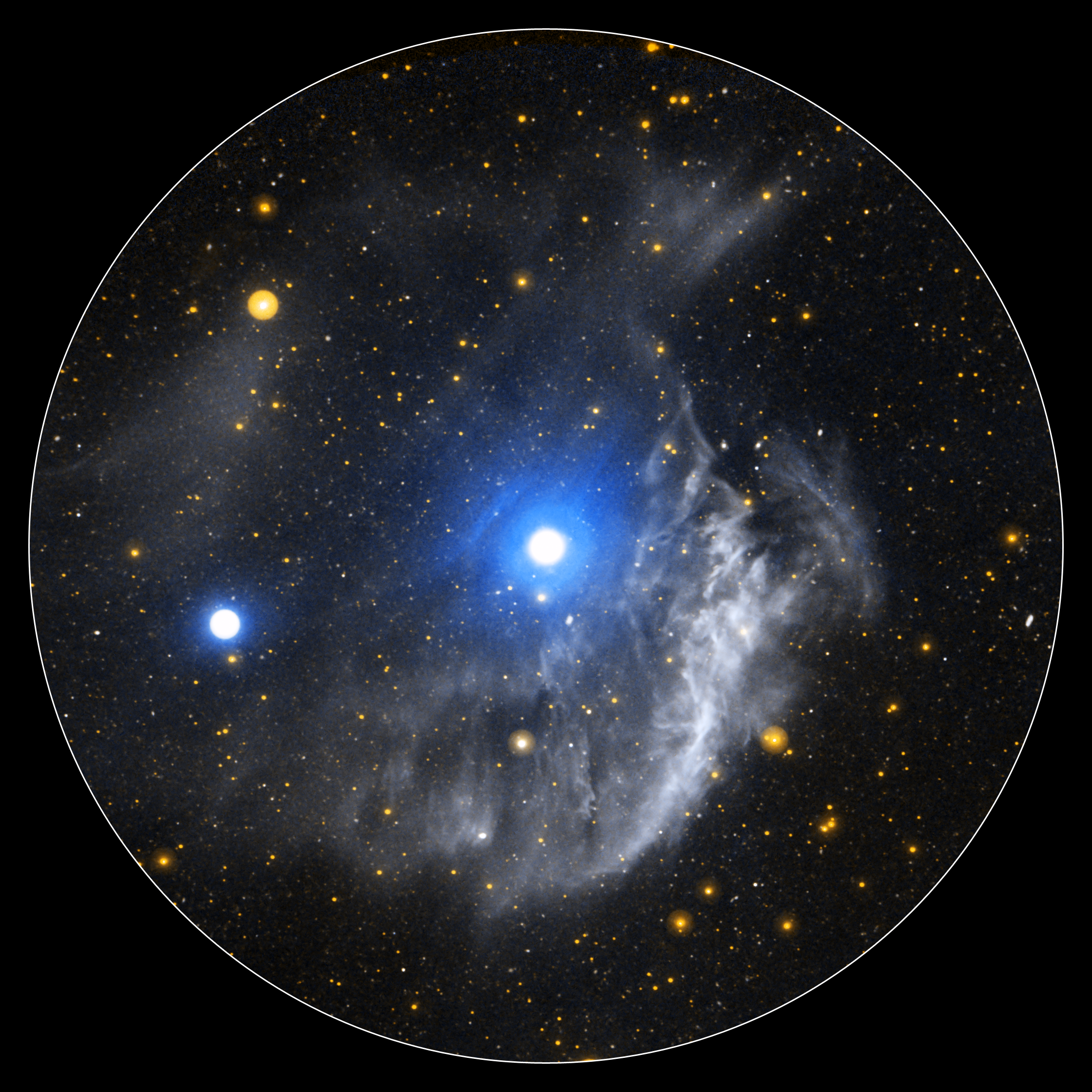
صورة الأشعة فوق البنفسجية من ناسا إكسبلورر
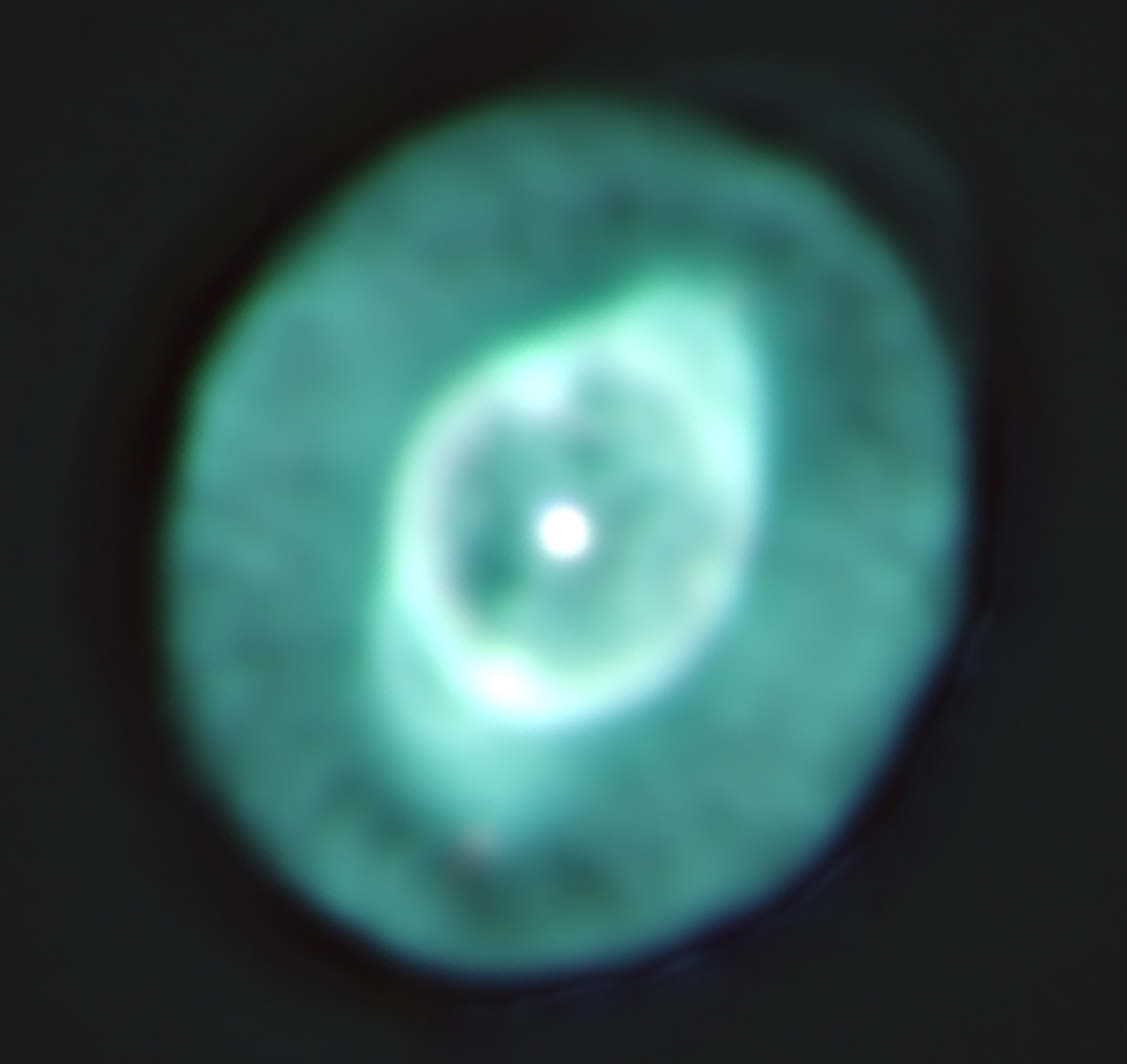
صورة إن جي سي 3242 من منظار 32 بوصة على جبل. ليمون, AZ

## وصلات خارجية
- هابل لوكالة الفضاء الأوروبية مركز المعلومات – هابل صورة ومعلومات عن NGC 3242

- NGC 3242 على موقع ويكي سكاي: DSS2, SDSS, GALEX, IRAS, Hydrogen α, X-Ray, Astrophoto, Sky Map, Articles and images

- NGC3242 على astro-pics.com
- منشورات في NGC 3242